# 4-й минно-торпедный авиационный полк
4-й минно-торпедный Краснознамённый авиационный полк ВВС ВМФ  — воинская часть Военно-воздушных сил ВМФ, принимавшая участие в боевых действиях Советско-японской войны.

## Наименования полка
Условное наименование - в/ч 49285 
125-я минно-торпедная авиационная бригада
4-й минно-торпедный Краснознамённый авиационный полк
44-й минно-торпедный Краснознамённый авиационный полк

## История полка
1 мая 1938 года, на основании Приказов НК ВМФ № 0036 от 20.08.1938 г. и Командующего ТОФ № 0047 от 20.06.1938 г., на базе 109-й ТБАЭ, 26-й МТАЭ и 30-й КРАЭ, входящих в состав 125-й МТАБ, был сформирован 4-й минно-торпедный авиационный полк, по штату №15/828-Б(2). На момент формирования полка три эскадрильи были вооружены самолётами ТБ-1 и ТБ-3 (которые постепенно передали в транспортную авиацию), Р-5, СБ и КР-6а. Управление полка и 1-я АЭ базировались на аэродроме Романовка (ТБ-1 и ТБ-3), 2-я АЭ (Р-5 и СБ) — на аэродроме Новонежино, и 3-я АЭ (КР-6а) — на аэродроме Суходол. Полк был правопреемником 125-й авиабригады и первое время пользовался реквизитами расформированной бригады.
25 июня 1938 года, на основании Приказа НК ВМФ № 0039, на Крымском аэродроме Евпатория для 4-го МТАП начала формироваться 4-я АЭ на самолётах ДБ-3. На её укомплектование выделялись экипажи минно-торпедной авиации от ВВС БФ, ТОФ и ЧФ, и к 10 сентября 1938 года формирование полка было завершено. В период с 10 сентября по 1 октября 1938 года экипажи эскадрильи производили отработку групповой слётанности на аэродроме Евпатория. Во второй половине 1938 года на вооружение полка поступили первые в Морской Авиации 12 серийных самолётов ДБ-3Т.
В течение первой половины 1939 года 4-й МТАП полностью перевооружился на самолёты ДБ-3Т, полученные с завода в г. Комсомольск-на-Амуре. Самолёты ТБ-3 из полка передали в 16-й ОТАО ВВС ТОФ, который базировался там же, в Романовке.
На инспекторской проверке НК ВМФ в 1940 году по минно-торпедной подготовке полк, единственным из частей МТА, получил положительную оценку (1-й МТАП ВВС БФ и 2-й МТАП ВВС ЧФ получили оценки «неудовлетворительно»). В этом году в составе полка имелось уже пять эскадрилий, существующих по штату № 030/162-Б.
С 12 мая 1941 года, на основании Приказа НК ВМФ № 0056 от 29.03.1941 г., 2-я и 5-я АЭ полка были расформированы, а их личный состав и авиатехника обращены на формирование 1-й и 2-й МТАЭ 50-го ОСБАП ВВС ТОФ, с передислокацией на аэродром Новороссия.
18 июля 1941 года, Приказом НК ВМФ № 00161 от 30.06.1941 г., в составе полка были восстановлены 2-я и 5-я АЭ по штату №30/145-Б. Всего в полку на тот момент имелось 47 самолётов ДБ-3Т (40 исправных) и 38 экипажей. В августе 1941 года было проведено лётно-тактическое учение, в ходе которого полк наносил бомбовый удар по самолётам противника на условном аэродроме в районе оз. Ханка, а в середине сентября — по нанесению бомбового удара по железнодорожной станции.
10 августа 1941 года, на основании Постановления Военного совета ТОФ № 11/00432 от 05.08.1941 г., для расширения зоны действия полка и ведения разведки в Татарском проливе, авиазвено самолётов ДБ-3Т из 3-й АЭ было перебазировано на оперативный аэродром Великая Кема. Там звено находилось вплоть до конца декабря. В середине октября 1941 года экипажи эскадрильи капитана Н.М.Черняева перегнали самолёты ДБ-3 на Черноморский флот. На самолёте командира звена лейтенанта М. Буркина летел пассажиром вновь назначенный командующим ВВС ЧФ генерал-майор авиации Н.А.Остряков. Там экипажи совершили по несколько боевых вылетов, а три из них, по просьбе Н.А.Острякова, были оставлены во 2-м МТАП.
18 января 1942 года 9 экипажей, под командованием капитана Г. Д. Поповича, были направлены в состав ВВС воюющих флотов. Экипажи получили новые самолёты ДБ-3Ф на авиазаводе в Иркутске и через Красноярск вылетели на Москву.
В феврале 1942 года Приказом НК ВМФ № 0042 от 18.02.1942 г. полк был преобразован в трёхэскадрильный, по штату №030/264. К этому времени две его эскадрильи перевооружились на самолёты ДБ-3Ф .
2 марта 1942 года авиагруппа, убывшая на запад, приземлилась на одном из подмосковных аэродромов. Там экипажи разделили: 6 ДБ-3ф направлялись на Северный флот в состав 2-го гв. САП, а 3 ДБ-3ф первоначально были направлены в 35-й МТАП ВВС СФ, формируемый в это время на базе 1-го запасного авиационного полка ВВС ВМФ, затем в июне их передали в 36-й МТАП ВВС ЧФ.
В феврале 1943 г., на основании циркуляра НШ ТОФ № 04 от 04.01.1943 г., в связи с ремонтом аэродрома Романовка, управление, 2-я и 3-я АЭ полка были перебазированы на аэродром Новороссия, 16 марта 1-я АЭ была перебазирована на аэродром Шкотовский перевал. 30 декабря 1943 года 2-я и 3-я АЭ были перебазированы с аэродрома Новороссия на аэродром Новонежино.
20 января 1944 года управление 4-го МТАП было передислоцировано с аэродрома Новороссия в Романовку. 9 мая 1944 года полку было вручено Боевое Знамя части (Грамота Президиума Верховного Совета к Знамени была вручена только спустя почти полтора года — 4 сентября 1945 г.). 15 сентября 1944 года, в связи с окончанием ремонта на основном аэродроме, 1-я АЭ — с аэр. Шкотовский перевал, 2-я и 3-я АЭ — с аэр. Новонежино, были перебазированы на аэродром Романовка. Приказом НК ВМФ № 00257 от 29.12.1944 г. и Приказом Командующего ТОФ № 0010 от 24.01.1945 г. был установлен годовой праздник части — 1 мая.
По состоянию на 9 августа 1945 года, к началу войны с Японией, в составе полка имелось 12 самолётов ДБ-3 (11 исправных), 24/23 Ил-4 и 34 боеготовых экипажа. Боевые вылеты по своему прямому предназначению полк начал выполнять в первый же день войны.
Боевые действия полка
Днём 9 августа 1945 года 2 Ил-4 полка нанесли торпедный удар по кораблям противника в Японском море. Из этого вылета не вернулся один Ил-4, пилотируемый лейтенантом Геннадием Ивановичем Швецовым (штурман — младший лейтенант Михаил Иванович Панкратов). В ночь с 9 на 10 августа 1945 года 19 Ил-4 произвели бомбометание по транспортам в северокорейском порту Расин. 
Днём 10 августа 1945 года 9 Ил-4 4-го МТАП и 4 ДБ-3Т 49-го МТАП, под прикрытием 6 истребителей Як-9 из 38-го ИАП, нанесли торпедные удары по кораблям и судам противника в районе м. Казакова и м. Болтина. При выполнении задания полк потерял Ил-4 лейтенанта Григория Даниловича Ильяшенко. Экипаж самолёта (лётчик Г.Д.Ильяшенко, штурман Борис Тимофеевич Полынов, ВСР мл. сержант Алексей Гаврилович Сазонов, ВСР сержант Пётр Карпович Василенко) спасся на надувной лодке после приводнения и попал в плен к японцам. Вскоре он был освобождён американцами в сеульской тюрьме. 14 сентября командиру экипажа лейтенанту Г.Д.Ильяшенко было присвоено звание Героя Советского Союза.
10 августа 1945 года экипажи полка действовали совместно с экипажами 49-го МТАП и экипажами управления дивизии по поиску и торпедированию надводных целей в акватории Японского моря.
Вскоре, в связи с тем, что целей для торпедоносцев в Японском море не осталось, экипажи полка были перенацелены на действия по береговым объектам противника. Так, 16 августа 1945 года 16 Ил-4 4-го МТАП наносили удар по железнодорожной станции Сейсин. 
14 сентября 1945 года, Указом Президиума Верховного Совета СССР и на основании Приказа НК ВМФ № 0519 от 25.09.1945 г., «за образцовое выполнение боевых заданий командования в борьбе с японскими империалистами», 4-й МТАП был награждён орденом Красного Знамени. 
Послевоенное время
25 декабря 1946 года, на основании циркуляра НГШ ВМС № 0015 от 16.11.1946 г., 4-й МТАП был переведён на штат №30/627 и переименован в 44-й минно-торпедный авиационный полк.
15 декабря 1947 г., на основании циркуляра НГШ ВМС № 0036 от 07.10.1947 г., 44-й МТАП переводится на единую с ВВС Советской Армии четырёхэскадрильную структуру (на штат №98/705), а в 1949 г. он вновь вернулся к испытанной временем трёхэскадрильной структуре.
В сентябре и октябре 1952 года 44-й МТАП приступил к переучиванию сразу на два типа реактивных торпедоносцев — Ту-14Т и Ил-28Т. В связи с тем, что грунтовая ВПП аэродрома Романовка не могла обеспечить взлёт и посадку новых реактивных самолётов, с 15 ноября 1952 г., на основании Директивы начальника ГОУ МГШ № Орг/8/23019 от 14.08.1952 г., полк был передислоцирован с аэродрома Романовка на аэродром Западные Кневичи, где к тому времени была построена бетонная полоса. Фактически, полк перебазировался к новому месту дислокации только вначале 1953 года.
В апреле 1953 г. полк получил самолёты Ту-14Т из 567-го гв. МТАП ВВС 5-го ВМФ.
30 августа 1956 года в состав 44-го МТАП были переданы самолёты Ил-28П, оснащённые аппаратурой постановки помех, из расформированного 37-го ОАРО СпН.
С 1 февраля 1957 г., в соответствии с Директивой ГК ВМФ №ОМУ/4/30250 от 20.07.1957 г., 44-й МТАП был переведён со штата 98/316 на штат № 15/720-Б и стал числиться полком первой линии. В составе полка, кроме Ил-28П имелись самолёты Ил-14, оборудованные аппаратурой помех СПС-1 и СПС-2.
1 июля 1960 года, в рамках «дальнейшего значительного сокращения ВС СССР», на основании Директивы ГШ ВМФ № ОМУ/13030 от 27.03.1960 г., 44-й МТАП, содержащийся по штату № 15/720-Б, был расформирован.

## Командиры полка
В.А. Шестаков (1938-1940 гг.), В.А. Семёнов (1940г.), Н.Н.Ведмеденко (в 1941 г. — май 1942 г., снят), М.П.Казаков (июнь 1942 г. — сентябрь 1943 г.), Н.М.Черняев (1943-1945 гг.), Д.В.Хибин (1949 — 1950 гг.), Н.С.Елисеев (1948-1951 гг.), С.С.Кирьянов (1951 — 1953 гг.), М.К.Соломинов (1953-1955 гг., снят), ГСС А.В.Пресняков (1954-1956 гг.), С.С. Сафронов (1955 — 1956 гг.), Н.С.Большаков (1956-1960 гг.)

## Авиатехника полка в разные годы
ТБ-1, ТБ-3, Р-5, КР-6а, ДБ-3Б, ДБ-3Т, Ил-4Т, Ил-28Т, Ил-28П, Ту-14Т, Ил-14П, У-2.

## Авиационные происшествия
9 июля 1941 года, самолёт У-2, пилотируемый заместителем командира полка капитаном Иваном Степановичем Тишиным, при выполнении маршрутного полёта врезался в деревья в долине Широкая Падь, 16 км севернее с. Кневичи, Лётчик остался невредим, обломки самолёта сожгла поисковая группа полка.
18 июля 1941 г., днём, в ПМУ, произошла катастрофа самолёта ДБ-3Б, пилотируемого командиром звена 3-й АЭ лейтенантом Евгением Сергеевичем Владимировым. На взлёте с аэродрома Романовка с торпедой самолёт не смог набрать нужную высоту и врезался в сопку 149 м. Самолёт разрушился, лётчик Владимиров и штурман звена лейтенант Николай Лукьянович Степанов погибли. Стрелок-радист старшина Дмитрий Абрамович Сафонов получил ранения и выжил.
23 сентября 1941 года, при заходе на посадку на аэр. Шкотовский Перевал, без вести пропал самолёт ДБ-3ф с экипажем в составе командира звена 4-й АЭ ст. лейтенанта Михаила Ивановича Стрелкова и штурмана звена ст. лейтенанта Петра Степановича Шабана ((фамилии воздушного стрелка и стрелка-радиста требуют уточнения)).
25 апреля 1942 г., днём, при выполнении аэродромных полётов по кругу, лётчик самолёта ДБ-3 — заместитель командира полка майор Алексей Романович Власенков самовольно начал выполнять глубокие виражи и скольжение, допустил потерю скорости. Самолёт перешёл в пике, ударился о землю, перевернулся и сгорел со всем экипажем в 5 км северо-западнее д. Речица (район полигона).
11 мая 1942 г., днём, при рулении на земле, произошло столкновение двух самолётов ДБ-3, пилотируемых мл. лейтенантом Ивановым и мл. лейтенантом Тарасовым. Один самолёт получил повреждения, а второй разрушился; при этом ВСР самолёта Иванова — сержант Николай Тимофеевич Биссаров, погиб. За эту катастрофу командир полка подполковник Н. Н. Ведмеденко был снят с должности.
2 сентября 1942 года, при взлёте ночью, на высоте 3 м, лётчик самолёта ДБ-3 1-й АЭ мл. лейтенант Алексей Иванович Иванов принял неправильное решение убрать газ. Самолёт зацепил стоящий трактор, снёс у одного дома крышу, врезался в другой дом и загорелся. Экипаж самолёта, в составе лётчика И. А. Иванова, лётчика-инструктора — заместителя командира полка ст. лейтенанта Петра Матвеевича Стручкова и стрелка-радиста Хазеева, погиб.
23 марта 1944 г., днём, в СМУ, при выполнении тренировочного полёта над аэр. Романовка, через 15 минут после взлёта попал в снежный заряд самолёт У-2, пилотируемый лётчиком 2-й АЭ мл. лейтенантом Владимиром Васильевичем Трошенко, со штурманом мл. лейтенантом Иваном Афанасьевичем Бабичем. Пытаясь обойти заряд, лётчик стал маневрировать, пытаясь пробить облачность. Потерял ориентировку, вошёл в спираль и врезался в землю. Экипаж погиб.
23 августа 1944 г., днём, из-за ошибки лётчика в технике пилотирования, произошло сваливание самолёта ДБ-3ф, пилотируемого командиром звена 1-й АЭ ст. лейтенантом Александром Ивановичем Дударевым, с контролирующим командиром 1-й АЭ капитаном Фёдором Дмитриевичем Козыриным. Самолёт перешёл в левый крен, затем свалился в левый плоский штопор и упал на землю в 6 км севернее аэр. Шкотовский перевал. Кроме лётчиков, в самолёте погиб стрелок-краснофлотец Михаил Михайлович Орлов. Стрелок-радист самолёта мл. сержант Геннадий Александрович Сидельников спасся на парашюте.
4 января 1945 года произошла катастрофа самолёта ДБ-3, в составе экипажа которого были: лётчик мл. лейтенант В. Ф. Лашенов и штурман мл. лейтенант А. А. Сорокин.
29 июня 1953 года на аэр. Кневичи произошла катастрофа самолёта Ту-14, пилотируемого ст. лейтенантом А. Юрчиковым. На взлёте днём, в ПМУ, при высокой температуре наружного воздуха, самолёту не хватило полосы, и он упал после отрыва. Носовая часть самолёта отделилась, в результате чего погиб штурман лейтенант Алексей Порфирьевич Величко.
2 августа 1954 г., через 4 минуты после взлёта с аэр. Кневичи, потерпел катастрофу самолёт Ту-14 с экипажем: командир корабля старший лётчик капитан Владимир Михайлович Евсеенко, штурман корабля заместитель командира 3-й АЭ капитан Николай Иванович Данилов, ВСР Василий Николаевич Ковалёв. Самолёт упал на сопку в районе поселка Заводской (в точке 43°30″22.99″С — 132°21″6.54″В) и взорвался.

## Герои Советского Союза
- Ильяшенко, Георгий Данилович, лейтенант, лётчик полка.
- Попович, Григорий Данилович, майор, помощник командира полка по лётной подготовке.